# Storia criminale del cristianesimo
Storia criminale del cristianesimo è un'opera storica in 10 volumi di Karlheinz Deschner, pubblicata in Italia dalla casa editrice Ariele.

## Storia
Alla fine degli anni sessanta, Karlheinz Deschner presenta una serie di conferenze che hanno come tema i crimini commessi dal clero cristiano e in particolar modo cattolico dall'ascesa del cristianesimo a religione di Stato dell'Impero romano. Una di queste, nel 1969 gli costa una citazione in tribunale per "vilipendio alla chiesa", causa che però vincerà. Dal 1970 Deschner è al lavoro al suo ambizioso progetto Storia criminale del cristianesimo, che porta avanti aiutato dal mecenatismo offerto dagli industriali Herbert Steffen, Alfred Schwarz e altri amici.
Durante le prime fasi della lavorazione dei libri, per qualche tempo un mecenate aveva finanziato un team di storici che doveva aiutare l'autore a valutare le fonti. L'esperimento venne però interrotto dopo poco perché il materiale che gli storici fornivano non era, secondo il giudizio di Deschner, sufficientemente esatto e per tale ragione egli decise di organizzare in prima persona le ricerche.
Il primo tomo della Storia criminale del cristianesimo è uscito in Germania Ovest nel 1986, ed è stato tradotto in italiano e pubblicato in Italia nel 2000. Il completamento dell'intera opera è avvenuto nel 2013 con la pubblicazione del decimo e ultimo volume, il curatore editoriale dell'intera opera, è stato Carlo Modesti Pauer (più noto per la trasmissione di Rai 4 Wonderland), che ne ha anche curato più volte la presentazione in occasione di manifestazioni culturali.

## Contenuto
L'opera ha l'obiettivo di dimostrare, attraverso un attento e documentato studio della storia e citazione puntuale di documenti originali, le contraddizioni che caratterizzerebbero la dottrina religiosa e i molteplici atti criminali di cui si sono macchiati il clero, la Chiesa cattolica e in generale lo stesso cristianesimo fin dalla sua legittimazione e assunzione a religione di Stato nell'Impero romano, partendo dalle persecuzioni nei confronti dei pagani e dall'antisemitismo, passando per le crociate, l'Inquisizione, l'Indice dei libri proibiti, la simonia del clero, fino ai più recenti scandali che coinvolgono gli interessi economici del Vaticano rappresentati dallo Istituto per le opere di religione (IOR) e gli abusi sessuali sui minori da parte di membri del clero cattolico.
Deschner infatti dichiara di scegliere la dicitura Storia criminale, in luogo di Storia dei crimini, in quanto sostiene essere la storia del cristianesimo interamente fondata su atti che ledono la libertà degli individui, anziché essere costellata da singoli episodi.

### Tomo I: l'età arcaica
- Karlheinz Deschner, Storia criminale del cristianesimo, Volume I. L'età arcaica. Dalle origini nell'Antico Testamento sino alla morte di S. Agostino (430). Titolo originale:  Kriminalgeschichte des Christentums, Band 1. Die Frühzeit. Von den Ursprüngen im Alten Testament bis zum Tod des heiligen Augustinus (430), Reinbek, Editrice Rowohlt, 1986, ISBN 3-498-01263-0.

Questo primo volume è apparso dopo una preparazione di 16 anni ed illustra la nascita e l'ascesa del cristianesimo sino a diventare religione di Stato dell'impero romano. Deschner inizia con uno sguardo retrospettivo sull'Antico Testamento, descrivendo poi l'insediamento degli israeliti in Palestina nel periodo compreso tra il disgregarsi del dominio egiziano sulla regione e la distruzione del sistema delle città stato cananee.
Questa introduzione, che non riguarda direttamente il cristianesimo ma l'antico giudaismo, è rivolta a chiarire la relazione tra le pretese religiose e la politica di violenza; Deschner individua qui l'origine di una tradizione della “guerra santa” che in epoche successive porterà anche i cristiani a praticare innumerevoli eccidi di massa in nome del Dio d'Israele. Sono descritti i numerosi casi per i quali la Torà prevedeva la pena di morte per i delitti di natura religiosa, la politica di conquista di re Davide, il dominio e la corruzione dei sacerdoti ed infine il tramonto dello stato d'Israele in epoca romana. Solo grazie a questo tramonto fu possibile l'ascesa del cristianesimo nell'impero romano, poiché solo da allora i cristiani poterono considerarsi l'autentico Israele di Dio.
L'antigiudaismo cristiano inizia nel Nuovo Testamento e procede nell'interpretarsi della Chiesa quale nuovo Israele. Con l'ausilio di selezionate citazioni Deschner accusa di antisemitismo dottori della Chiesa quali Efrem il Siro, Giovanni Crisostomo, San Girolamo e Ilario di Poitiers. Egualmente, secondo Deschner, i padri della Chiesa si sarebbero scagliati contro eretici e falsi credenti. Deschner prende tuttavia le difese di Origene, che egli annovera come uno tra i cristiani più nobili.
Un intero capitolo è dedicato all'”attacco al paganesimo”. Deschner analizza non solo le persecuzioni anticristiane in rapporto alle esagerazioni degli storici ecclesiastici sulla "leggenda dei martiri", ma anche lo sguardo retrospettivo dei cristiani verso gli imperatori pagani. Deschner considera inoltre Celso e Porfirio come i primi significativi avversari del cristianesimo. L'imperatore Costantino I, che fece del cristianesimo “una Chiesa di stato”, secondo Deschner trasformò “la Chiesa dei pacifisti nella Chiesa dei cappellani militari”.
Deschner considera la rinuncia del fondamentale valore pacifista del cristianesimo precedente Costantino come “una bancarotta dell'insegnamento di Cristo”. L'autore si dilunga perciò sugli effetti suscitati dallo stesso Costantino nella lotta contro giudei, “eretici” e pagani. Non viene risparmiato dalle critiche neppure il regno di Armenia, il primo a proclamare il cristianesimo religione di Stato nel 301, dato che questi inaugurò il nuovo corso con una “violenta persecuzione dei pagani”. Riguardo all'imperatore |Giuliano, Deschner afferma che egli “superò i suoi predecessori in tutto e per tutto: dal punto di vista caratteriale, etico, spirituale”. Pur se Deschner considera ambiguo il tentativo da parte di Giuliano di restituire legittimità alla religione pagana, egli afferma a proposito:
| „Vielleicht, wer weiß, wäre eine nichtchristliche Welt in genauso viele Kriege gestürzt – obwohl die nichtchristliche Welt seit siebzehn Jahrhunderten weniger Kriege führt als die christliche! Schwer vorstellbar aber in einer heidnischen Welt: die ganze Heuchelei der christlichen. Und noch schwerer denkbar deren religiöse Intoleranz.“– Kriminalgeschichte BD. 1, S. 317 und passim | “chissà, forse un mondo non cristiano sarebbe precipitato in un egual numero di guerre, sebbene in diciassette secoli di storia ne abbia causato assai meno di quelle provocate dal mondo cristiano! Ma in un mondo pagano sarebbe stata difficilmente immaginabile tutta l'ipocrisia dei cristiani. E ancora più difficile da immaginare sarebbe stata la loro intolleranza religiosa.” – Kriminalg. Tomo 1, p. 317 e segg. |

La conclusione del primo volume è dedicata alla valutazione dei padri della Chiesa Atanasio, Ambrogio e Agostino. Deschner rimprovera ad Atanasio “mancanza di scrupoli” e sete di “prestigio e potere”. Ambrogio è – secondo le parole di Deschner – “un fanatico antisemita”. Grazie alla sua politica ecclesiastica “inflessibile ed intollerante, ma mai in modo esplicito; piuttosto: sempre con la più esperta sinuosità”, egli sarebbe stato un "sino ad oggi un esempio per la Chiesa" (pagina 400 e segg.). Agostino, infine, che antepose il patriottismo allo stesso amore di padre per il figlio, giustificò tanto la “guerra giusta” quanto la “guerra santa”.

### Tomo II: la tarda antichità
- Karlheinz Deschner, Storia criminale del cristianesimo. Volume II. L'età tardo antica. Dagli “imperatori bambini” sino alla disfatta degli ariani Vandali ed Ostrogoti sotto Giustiniano I (527-565). Titolo originale: Kriminalgeschichte des Christentums Von den katholischen „Kindkaisern“ bis zur Ausrottung der arianischen Wandalen und Ostgoten unter Justinian I. (527-565). Editrice Rowohlt, Reinbek, 1989, ISBN 3-498-01277-0

Deschner afferma che “condizioni quali quelle dell'antica Roma” sarebbero caratteristiche della Chiesa romana. Le atrocità dei pastori cristiani della tarda antichità sono state sino ad oggi manipolate, abbellite o taciute in mille maniere.

### Tomo III: la Chiesa antica
- Karlheinz Deschner, Storia criminale del cristianesimo. Volume III. La Chiesa antica. Falsificazione, istupidimento, sfruttamento, distruzione. Titolo originale: Kriminalgeschichte des Christentums. Band 3. Die Alte Kirche. Fälschung, Verdummung, Ausbeutung, Vernichtung. Editrice Rowohlt, Reinbek, 1990, ISBN 3-498-01285-1.

A differenza degli altri volumi, che seguono un ordinamento cronologico, Deschner esamina qui le cosiddette questioni criminali fondamentali, che egli identifica nei seguenti raggruppamenti:
- Il sistema delle falsificazioni cristiane;
- l'inganno dei miracoli e delle reliquie;
- l'economia dei pellegrinaggi;
- la banalizzazione e la rovina dell'antica cultura;
- la distruzione dei libri da parte cristiana e l'annientamento del paganesimo;
- il mantenimento e il consolidamento della schiavitù;
- l'ingannevole dottrina sociale della Grande Chiesa e la sua reale politica sociale.

### Tomo IV: l'alto Medioevo
- Karlheinz Deschner, Storia criminale del cristianesimo. Volume IV. Da re Clodoveo I (attorno al 500) sino alla morte di Carlo “Magno” (814). Titolo originale: Kriminalgeschichte des Christentums. Band 4. Frühmittelalter. Von König Chlodwig I. (um 500) bis zum Tode Karls „des Großen“ (814). Rowohlt, Reinbek, 1994, ISBN 3-498-01300-9

Nell'età alto medioevale si determina la separazione da Bisanzio, inizia il conflitto con l'Islam e i papi romani divengono tra i più potenti sovrani. Deschner giudica papa Gregorio I un uomo dalla doppia morale, poiché questi, mentre predicava continuamente penitenze in vista dell'imminente fine del mondo, brigò per estendere il proprio potere con ogni mezzo, fosse pure il carcere, la tortura, l'invito al saccheggio e alla presa di ostaggi; inoltre, Gregorio seppe anche usare la corruzione.
La Donazione di Costantino è definita da Deschner come la più grossa falsificazione di documenti della storia. Alla fine del volume vengono rimproverate a Carlo Magno le relazioni opportunistiche con i pontefici, le sue sanguinose campagne di evangelizzazione a colpi di spada e la distruzione dei regni dei Longobardi e degli Avari.

### Tomo V: IX e X secolo
- Karlheinz Deschner, Storia criminale del cristianesimo. Volume V.IX e X secolo. Da Ludovico il Pio (814) sino alla morte di Ottone III (1002). Titolo originale: Kriminalgeschichte des Christentums. Band 5. 9. und 10. Jahrhundert. Von Ludwig dem Frommen (814) bis zum Tode Ottos III. (1002). Editore Rowohlt, Reinbek, 1997. ISBN 3-498-01304-1

Al volume è premessa una replica di Deschner all'antologia Criminalizzazione del cristianesimo? e un editoriale sullo stesso argomento da parte di Hermann Gieselbusch, curatore dell'editore Rowohlt. Secondo Deschner, nel IX e X secolo si verifica una forte commistione interiore tra il potere temporale e quello spirituale. Nascono i principati ecclesiastici e si sviluppa la militarizzazione dell'alto clero.
Sotto gli Ottoni, la Chiesa del Sacro Romano Impero venne completamente militarizzata; diocesi e abbazie disponevano di un potenziale militare significativo. Anche i pontefici scendevano in guerra: nell'849 Leone IV, nell'877 Giovanni VIII, nel 915 Giovanni X. I papi si scomunicavano a vicenda e alcuni furono gettati in carcere, strangolati, mutilati, avvelenati. Sergio III ne fece uccidere addirittura due. Nel capitolo terzo viene trattata la questione dei Decretali dello Pseudoisidoro, che sono considerati la falsificazione più importante dell'epoca carolina (Dawson).

### Tomo VI: XI e XII secolo
- Karlheinz Deschner, Storia criminale del cristianesimo. Volume VI.XI e XII secolo. Dall'imperatore Enrico II il santo (1102) sino alla fine della terza crociata (1192). Titolo originale: Kriminalgeschichte des Christentums. Band 6. Das 11. und 12. Jahrhundert. Von Kaiser Heinrich II., dem „Heiligen“ (1102), bis zum Ende des Dritten Kreuzzugs (1192). Rowohlt, Reinbek, 1999, ISBN 3-498-01309-2

Questo volume tratta: dell'imperatore Enrico II il santo, che condusse tre guerre contro la Polonia cattolica alleandosi con pagani; del pontificato ricco di conseguenze di Gregorio VII, definito un “satana aggressivo”, che nel corso della lotta per le investiture, al fine di conseguire la vittoria della Santa Sede sul trono imperiale (Canossa), causò lo scisma con la Chiesa d'Oriente, la prima crociata (con il massacro di tutti gli abitanti di Gerusalemme) e le conseguenti seconda e terza crociata.

### Tomo VII: il XIII e il XIV secolo
- Karlheinz Deschner: Storia criminale del cristianesimo. Volume VII.Il XIII e XIV secolo. Titolo originale: Kriminalgeschichte des Christentums. Band 7. Das 13. und 14. Jahrhundert. Rowohlt, Reinbek, 2002, ISBN 3-498-01320-3

Deschner si sofferma qui sull'imperatore Enrico VI di Svevia, che volle cingere la corona imperiale senza benedizione papale. Quindi, l'autore passa a trattare Innocenzo III, il pontefice più potente della storia. Nell'epoca in questione si fanno crociate da tutte le parti. Tra queste, la quarta crociata (contro Bisanzio), la crociata di Federico II di Svevia, quelle di Luigi IX il Santo verso l'Egitto e verso Tunisi, la grottesca crociata dei fanciulli, le crociate di cristiani contro cristiani, i Vespri siciliani, l'annientamento dei Templari, lo sterminio dei pagani nel Nordest europeo, gli eccidi di ebrei da parte cristiana e non ultima l'inquisizione totalitaria, destinata a soffocare qualsiasi reazione degli spiriti più liberi.

### Tomo VIII: il XV e il XVI secolo
- Karlheinz Deschner: Storia criminale del cristianesimo. Volume VIII.Il XV e XVI secolo. Dall'esilio dei papi ad Avignone sino alla pacificazione di Augusta. Titolo originale: Kriminalgeschichte des Christentums. Band 8. Das 15. und 16. Jahrhundert. Vom Exil der Päpste in Avignon bis zum Augsburger Religionsfrieden. Rowohlt, Reinbek, 2004, ISBN 3-498-01323-8

Deschner descrive qui l'inizio della caccia alle streghe, lo Scisma d'Occidente, i pontefici del Rinascimento, la lotta contro l'opposizione interna alla Chiesa (Wycliff, Hus, il Concilio di Costanza, Lutero e la rivolta dei contadini in Germania tra il 1524 e il 1525).

### Tomo IX: dalla metà del XVI sino ai primi del XVIII secolo
- Karlheinz Deschner: Storia criminale del cristianesimo. Volume IX. Dalla metà del XVI secolo all'inizio del XVIII secolo. Dallo sterminio etnico nel Nuovo Mondo sino al sorgere dell'età dei Lumi. Titolo originale: Kriminalgeschichte des Christentums. Band 9: Mitte des 16. bis Anfang des 18. Jahrhunderts. Vom Völkermord in der Neuen Welt bis zum Beginn der Aufklärung. Rowohlt, Reinbek, 2008, ISBN 978-3-498-01327-1

Nel nono volume vengono trattati i seguenti argomenti:
- "l'olocausto americano”, ovvero lo sterminio etnico in connessione con la conquista e la cristianizzazione del continente americano;
- la Riforma in Svizzera: Zwingli e Calvino;
- la Controriforma;
- Ignazio di Loyola;
- il Confessionalismo;[4]
- i Gesuiti (specialmente in riguardo all'influsso esercitato dall'Ordine sui potentati politici dell'epoca);
- episodi, interessi di potere e situazione complessiva al preludio della Guerra dei trent'anni;
- la Guerra dei trent'anni (le basi delle motivazioni religiose del conflitto vengono qua analizzate nel contesto della sete di conquista e di potere della nobiltà europea);
- la continuazione della guerra, la miseria della Pax Christiana e l'epoca successiva alla guerra dei Trent'anni.

### Tomo X: Dal XVIII secolo in poi
- Karlheinz Deschner: Storia criminale del cristianesimo. Volume X. Il XVIII secolo e uno sguardo sul periodo successivo. Titolo originale: Kriminalgeschichte des Christentums, Bd.10, 18. Jahrhundert und Ausblick auf die Folgezeit. Könige von Gottes Gnaden und Niedergang des Papsttums. Rowohlt, Reinbek, 2013, ISBN 978-3-498-01331-8

Più di un quarto di secolo dopo la pubblicazione del primo volume, Deschner completa finalmente il suo lavoro con la pubblicazione del X e ultimo testo della sua fatica letteraria. Questo tomo parla della crisi del papato avvenuta dopo l'inizio del XVIII secolo e la progressiva separazione tra Stato e Chiesa.

### Ricezione dell'opera
Le reazioni alle pubblicazioni di Deschner non furono univoche: non solo la stampa, ma anche gli specialisti dettero giudizi contrastanti sull'opera. Su iniziativa di alcuni storici della Chiesa, agli inizi dell'ottobre 1992, fu organizzato un simposio di tre giorni sui primi tre volumi dell'opera. Oltre a Deschner, il promotore Hans Reinhard Seeliger invitò all'Accademia cattolica di Schwerte 22 specialisti, tra i quali erano esperti di storia ecclesiastica, di Patrologia, di storia antica, archeologi, e giuristi.
Gli atti del convegno apparvero nel 1993 in forma antologica, pubblicati con lo stesso titolo che era stato dato all'incontro: Kriminalisierung des Christentums? Karlheinz Deschners Kirchengeschichte auf dem Prüfstand (Criminalizzazione del cristianesimo? La storia della Chiesa di Karlheinz Deschner alla prova). Deschner rifiutò la partecipazione al simposio e si giustificò sostenendo che una sua risposta alle questioni essenziali era già sufficientemente illustrata nella prefazione al primo volume.
Egli si decise tuttavia ad inviare, a titolo esemplificativo, una replica alla relazione di Maria Radnoti-Alföldi (L'imperatore Costantino, un grande della storia?), con uno scritto che fu poi preposto al quinto tomo della sua opera. Gli altri interventi del simposio furono invece ignorati. Sempre nell'introduzione al quinto volume, Hermann Gieselbusch, curatore dell'editrice Rowohlt, segnalò come ben pochi partecipanti al convegno “si trattennero da insulti personali”; in particolare, a nome di Deschner egli volle ringraziare quattro relatori per la correttezza mostrata: Ulrich Faust, Theofried Baumeister, Erich Feldmann e Gert Haendler.
Nel 2002, lo storico Jürgen Miethke commentò su Frankfurter Allgemeine Zeitung in occasione della pubblicazione del settimo tomo,
(Jürgen Miethke)

## Premi
Storia criminale del cristianesimo ha vinto i seguenti premi:
- 1988 - Arno Schmidt Prize, conferito dalla Fondazione Arno Schmidt
- 2001 - Erwin Fischer Prize, conferito dalla Lega internazionale di non-religiosi e atei
- 2001 - Ludwig Feuerbach Prize, conferito dalla Lega per il libero pensiero di Augusta

## Volumi
- Storia criminale del cristianesimo. Tomo I: L'età arcaica, Ariele, 2000. ISBN 88-86480-70-9
- Storia criminale del cristianesimo. Tomo II: Il tardo antico, Ariele, 2001. ISBN 88-86480-71-7
- Storia criminale del cristianesimo. Tomo III: La Chiesa antica, Ariele, 2002. ISBN 88-86480-66-0
- Storia criminale del cristianesimo. Tomo IV: L'alto Medioevo, Ariele, 2003. ISBN 88-86480-67-9
- Storia criminale del cristianesimo. Tomo V: IX e X secolo, Ariele, 2004. ISBN 88-86480-68-7
- Storia criminale del cristianesimo. Tomo VI: XI e XII secolo, Ariele, 2005. ISBN 88-86480-69-5
- Storia criminale del cristianesimo. Tomo VII: XIII e XIV secolo, Ariele, 2006. ISBN 88-86480-65-2
- Storia criminale del cristianesimo. Tomo VIII: XV e XVI secolo, Ariele, 2007. ISBN 88-86480-75-X
- Storia criminale del cristianesimo. Tomo IX: XVI, XVII e XVIII secolo, Ariele, 2010. ISBN 88-86480-76-8
- Storia criminale dei cristianesimo. Tomo X: XVIII secolo e uno sguardo sul periodo successivo, Ariele, 2013. ISBN 978-3-498-01331-8